# Jardin de Csillagvölgy út
Le Jardin de Csillagvölgy út (en hongrois : Csillagvölgy úti kert természetvédelmi terület) est une aire protégée située à Budapest et dont le périmètre est caractérisé comme d'intérêt local.